# Cladosporium diaphanum
Cladosporium diaphanum är en svampart som beskrevs av Thüm. 1880. Cladosporium diaphanum ingår i släktet Cladosporium och familjen Davidiellaceae.   Inga underarter finns listade i Catalogue of Life.